# Spaceguard

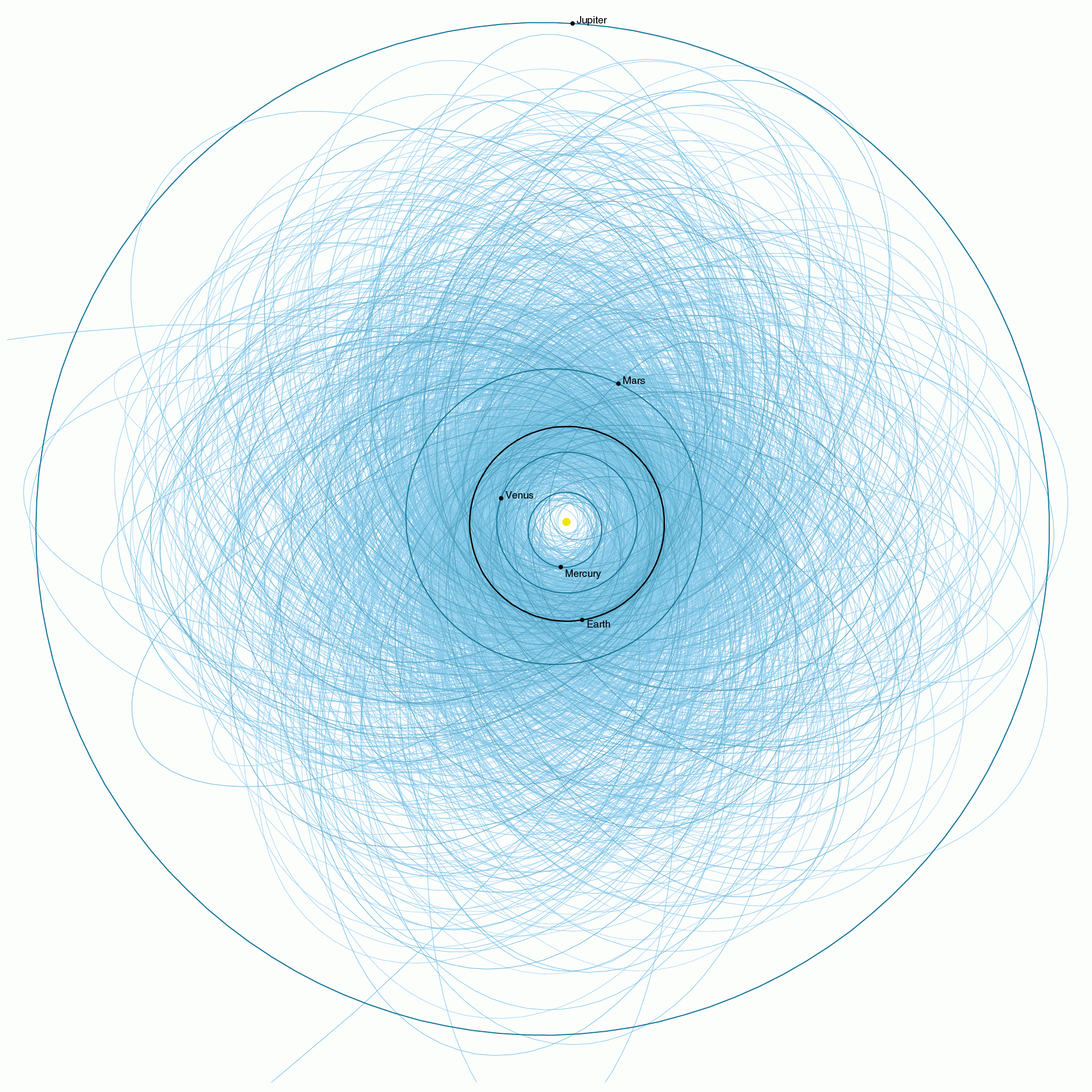
Tracciato orbitale di tutti gli asteroidi potenzialmente pericolosi con dimensione superiore ai 140 metri, aggiornato al 2013. Le orbite sono entro i 7,5 milioni di chilometri

Il termine inglese Spaceguard si riferisce in modo lato a un certo numero di progetti e tentativi (realizzati e no) per sistematicamente scoprire e studiare ogni oggetto near-Earth (NEO). Gli asteroidi e meteoroidi vengono scoperti casualmente da molti telescopi (ma nel caso dei progetti specifici, il cielo viene scandagliato in modo sistematico da propri telescopi a campo largo) che ripetutamente sorvegliano ampi campi del cielo, scattando foto sequenziali di una stessa zona celeste per osservare oggetti in rapido movimento.  Gli sforzi che si concentrano specificamente nella scoperta dei NEO sono considerati parti dello "Spaceguard Survey" (Sondaggio di Guardia-Spaziale) a prescindere dall'organizzazione alla quale siano affiliati o dipendenti economicamente.

## Storia
Il nome venne coniato dallo scrittore di fantascienza Arthur C. Clarke nel suo romanzo Incontro con Rama, dove SPACEGUARD era il nome di un sistema di allerta precoce (early warning system) creato in seguito al catastrofico impatto di un asteroide sulla pianura padana. In effetti, questo nome venne successivamente adottato da alcuni tra i progetti di ricerca NEAR per studiare gli oggetti vicini alla Terra.
Nel 1992 uno studio del Congresso degli Stati Uniti d'America produsse lo "Spaceguard Survey Report" che diede luogo a un mandato perché la NASA localizzasse il 90% degli asteroidi near-Earth (vicini o incrocianti l'orbita della Terra) in 10 anni. A questo obiettivo ci si riferisce come al "Spaceguard Goal."  Un certo numero di progetti di ricerca e di vari sforzi che vengono finanziati dalla NASA sono tutti considernati come facenti parte del "Progetto Spaceguard."
Il gruppo di lavoro sugli "Near-Earth Objects" (WGNEO) della International Astronomical Union tenne una sessione di lavoro nel 1995 intitolata Beginning the Spaceguard Survey che portò alla creazione di un organismo  internazionale noto come Spaceguard Foundation.
In seguito sono state fondate associazioni Spaceguard o fondazioni in molti paesi attorno al mondo per sostenere l'idea della necessità di scoprire e studiare gli oggetti near-Earth. Generalmente, le organizzazioni Spaceguard dei singoli paesi si associano con la fondazione internazionale o con gli sforzi della NASA soltanto nominalmente, senza ricevere finanziamenti, né un coordinamento stretto. Rimangono associate soltanto dal nome, interessi comuni, e obiettivi simili.

## Osservazioni
I vari dispositivi e programmi classificabili come "Spaceguard" non hanno rilevato in anticipo né l'evento meteorico del 6 giugno 2002 né l'evento Vitim del settembre del 2002. Invece il 6 ottobre 2008, il meteoroide 2008 TC3, caduto nel Sudan venne rilevato dal programma di ricerca astronomica Mount Lemmon Survey e venne monitorato estesamente fino a che non colpì la Terra il giorno successivo. Sempre il Mount Lemmon Survey ha inviduato 2014 AA, prima che questo si inabissasse nell'Oceano Atlantico meridionale, e 2018 LA, caduto qualche ora dopo sulla Terra come meteorite nel Botswana .